# پسماند ساختمانی

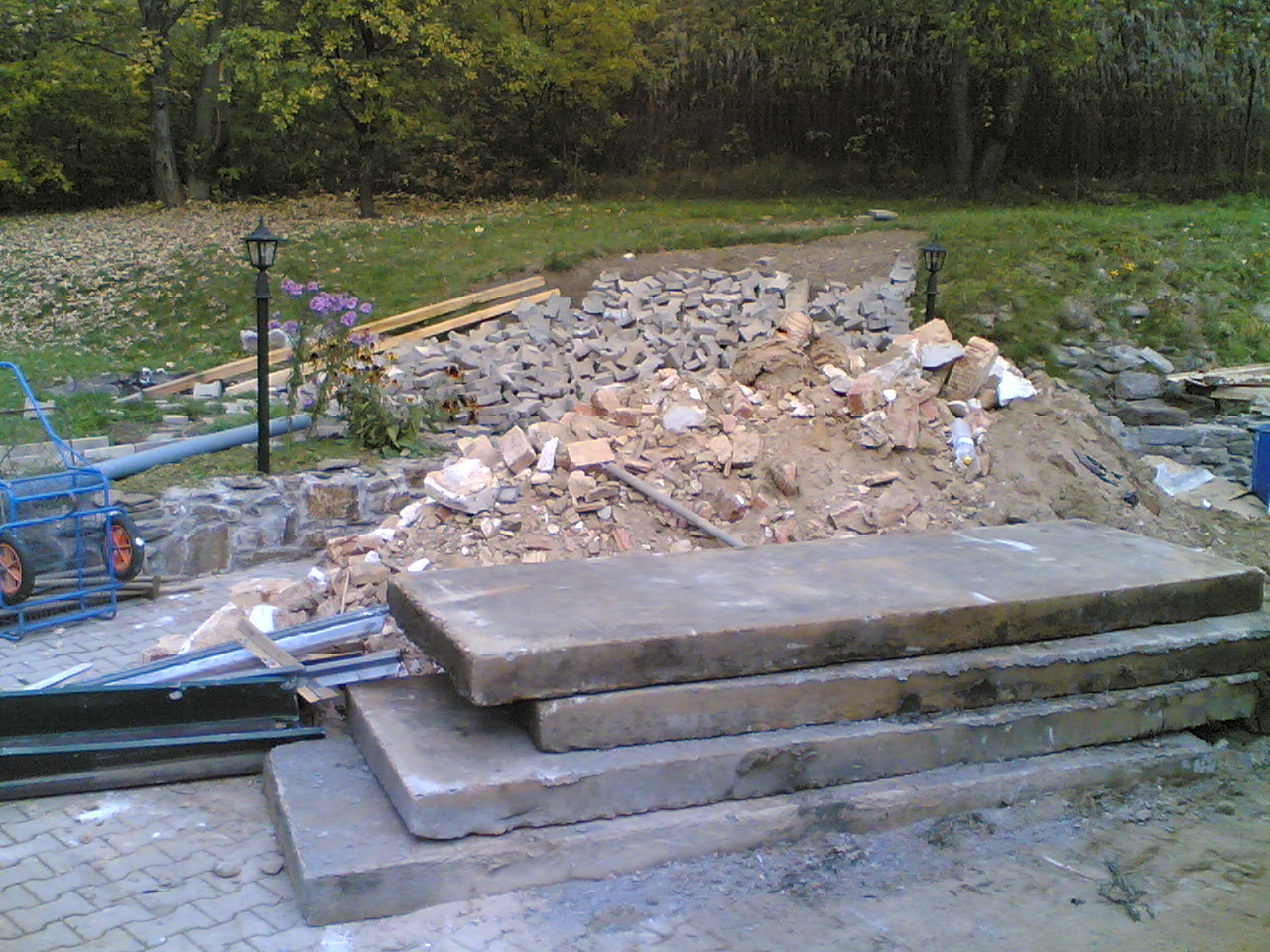
زباله‌های ساختمانی

پسماند ساختمانی، زباله‌های ساختمانی یا نخاله‌های ساختمانی (به انگلیسی: Demolition waste) زباله‌های ناشی از تخریب ساختمان‌ها، جاده‌ها، پل‌ها یا دیگر سازه‌ها هستند. ضایعات از نظر ترکیب متفاوت هستند، اما اجزای اصلی، بر حسب وزن، در ایالات متحده شامل بتن، محصولات چوبی، آسفالت، کاشی آجری و سفالی، فولاد و دیوار خشک می‌شود. امکان بازیافت بسیاری از عناصر زباله ساختمانی وجود دارد.